# 1500 Louisiana Street
1500 Louisiana Street je kancelářský mrakodrap v texaském městě Houston. Má 40 pater a výšku 183 metrů. Výstavba probíhala v letech 1999–2002 a za designem budovy stojí César Pelli.